# Yadh Ben Achour

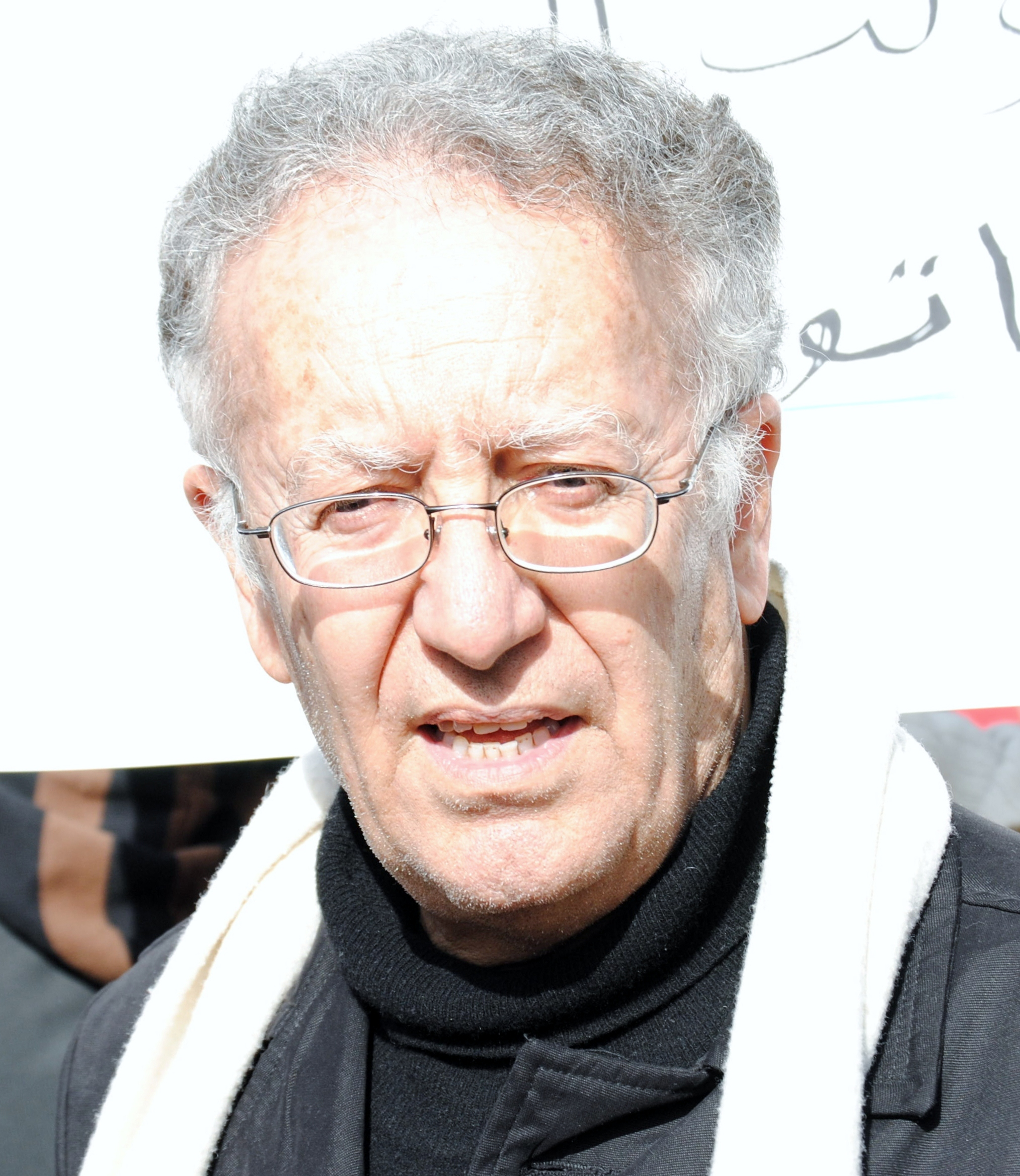
Yadh Ben Achour (2012)

Yadh Ben Achour (arabisch عياض بن عاشور, auch Iyadh Ben Achour, geboren am 1. Juni 1945) ist ein tunesischer Verfassungsrechtler, islamischer Politikwissenschaftler und Präsident der ersten verfassungsgebenden Kommission Tunesiens. 

## Leben
Er ist der Sohn von Mohamed Fadhel Ben Achour, der ein bedeutender tunesischer Theologe und Aktivist für eine Handelsunion war. 1969 schloss Ben Achour ein Jurastudium mit dem Diplôme d'études supérieures (D.E.S.) de Droit public ab, ein Jahr darauf erwarb er den Abschluss in Politikwissenschaften. 1976 wurde Ben Achour zum Professor an der rechtswissenschaftlichen Fakultät der Universität in Tunis ernannt, 1987 zum Professor an der Rechts-, Politik- und Sozialwissenschaftlichen Fakultät. 2004 wurde ihm die Ehrendoktorwürde an der Laurentian University of Sudbury verliehen.
Von 1987 bis 1988 war er Mitglied im Wirtschafts- und Sozialrat Tunesiens, 1988 wurde Yadh Ben Achour in den tunesischen Verfassungsrat berufen. 1992 trat er unter
Protest von diesem Amt zurück. Grund war der Versuch des Staatspräsidenten, die tunesische Liga für Menschenrechte mit gesetzlichen Mitteln zu unterdrücken. Seither galt der Jurist Ben Achour als einer der stärksten Gegner des Diktators Ben Ali.
Am 17. Januar 2011, wenige Tage nachdem Ben Ali das Land verlassen hatte, wird Ben Achour vom Ministerpräsidenten Mohamed Ghannouchi an die Spitze einer Expertenkommission berufen, die politische Reformen und eine Verfassungsreform in Angriff nehmen sollte.
Ben Achour erhielt 2012 den Internationalen Demokratiepreis Bonn. Ben Achour ist Mitbegründer der „Tunesischen Internationalen Akademie für Verfassungsrecht“ und Präsident des Verwaltungsgerichts der Afrikanischen Entwicklungsbank. Im Mai 2012 wurde Ben Achour in das Komitee für Menschenrechte der Vereinten Nationen gewählt. Ben Achour gilt als Verfechter der Idee eines Internationalen Gerichtshofes und hat hierzu erst kürzlich in dem Buch Constitutionalism, Human Rights, and Islam after the Arab Spring veröffentlicht.